# エムエム（MUSIC MACHINE）
エムエム（MUSIC MACHINE）は、2007年4月から2010年3月まで、MUSIC ON! TVで毎週火曜日から日曜日の午後22:00～23:00に放送されていた番組。

## 概要
2009年4月で放送200回を突破した。毎週ゲストを迎えて放送する曜日がある。2007年4月～2008年3月まで土曜と日曜は毎月一組のアーティストが番組を担当していた。
内容はほぼトークとミュージックビデオで構成されている。

## 内容・担当
- ジョージ・ウィリアムズ（2007年4月～2008年3月）（火曜～金曜担当）

『Georgeの小箱』という題名で放送。トークやインタビューの他に、視聴者からのリクエスト曲や音楽や映画のチャートを紹介していた。
- ROCKETMAN（2008年4月～2009年3月）（土曜・日曜担当）

『エムエムサタデー ロケットマンの今夜もheadache』（土曜）『エムエムサンデー ロケットマンの今夜もstomachache』（日曜）という題名で放送。宇宙船で番組進行するという設定。2009年8月29日、30日の25:00～26:00に二夜限定で復活を果たした。
- オリエンタルラジオ（2008年4月～2010年3月）（火曜～日曜担当）

『オリエンタルラジオのおいでよ! ドレミの森』という題名で放送。ドレミの森という設定で、中田敦彦が扮する池澤麺太郎と藤森慎吾が扮する給食くばるが、番組進行する。
当初は火曜～金曜までの担当だったが、2009年4月より土曜・日曜も担当することになった。

## コーナー

### ROCKETMAN
- 気になるランキング

毎週、ROCKETMANが気になったものをランキング形式で発表する。
- チャレンジコーナー

視聴者の疑問にROCKETMANが挑戦する。
- ロケリンピック

ROCKETMANがホッピングに挑戦する。

### オリエンタルラジオ
- リクエストクリップ

毎週様々テーマに合ったPVを紹介する。
- 歌え!俺たち

視聴者から作って欲しいオリジナルの歌を作詞・作曲する。
- STUDY MUSIC

音楽に関する様々な問題をクイズ形式で出題する。
- 森のおえかき

森の仲間達を描く。尚、イラストは視聴者プレゼントにしていた。
- 森の研究所

ゲストのミュージシャンのオンとオフについてトークする。
- 森の紙芝居

毎週、決められたお題を元に紙芝居を作る。
- 森の対決

オリエンタルラジオが、毎週様々なゲームで対決する。
- オリモリ体操

音楽に合わせてオリジナル体操を作る。
- 森の劇場

毎週、決められた設定とキーワードを元に即興コントを作る。
- 森コミュ

視聴者からの相談に電話で答える。
- 森のお便り

視聴者からの手紙の相談に答える。
- 森ズバ！

決められたテーマにそってフリートークを行う。